# Accordo dei Contrari
Accordo dei Contrari est un groupe italien de rock progressif et jazz rock, originaire de Bologne.

## Histoire
Le groupe est formé en 2001 à Bologne, en Italie,, en tant que trio composé de Giovanni Parmeggiani (claviers), Cristian Franchi (batterie) et Alessandro Pedrini (guitare), remplacé l'année suivante par Marco Marzo (guitare), Daniele Piccinini (basse) rejoint le groupe en 2003. En 2004, Vladimiro Cantaluppi (violon) rejoint le groupe, avant de le quitter en 2006.
Après avoir stabilisé le line-up en tant que quatuor, le groupe enregistre en 2007 son premier album Kinesis pour Altrock, caractérisé par un jazz rock progressif plutôt agressif qui rappelle par moments l'album Bundles de Soft Machine,. Après ce premier travail, le groupe sort en 2011 l'album auto-produit Kublai,. Trois ans plus tard, le troisième album, AdC, sort sur le label Altrock, le 7 juin 2014,,. En septembre 2014, le bassiste Daniele Piccinini quitte le groupe.
Durant son existence, le groupe a participé à des festivals de musique progressive en Europe et aux États-Unis, notamment le Progrésiste à Verviers, en Belgique, l'Altrock Festival à Milan, le Gong Festival à Parme et à Bologne, le FreakShow à Wurtzbourg, en Allemagne, le ProgDay à Chapel Hill, aux États-Unis, le Cheese Prog Festival à Strasbourg et le Crescendo à Saint-Palais-sur-Mer, en France. En 2021, le groupe signe avec le label Cuneiform Records et sort son cinquième album, UR-,,,.

## Membres

### Membres actuels
- Giovanni Parmeggiani — clavier
- Cristian Franchi — batterie
- Marco Marzo — guitare
- Stefano Radaelli — saxophone contrebasse, saxophone baryton

### Anciens membres
- Daniele Piccinini — basse
- Alessandro Pedrini — guitare
- Vladimiro Cantaluppi — violon

## Discographie

### Albums studio
- 2007 : Kinesis (Altrock)
- 2011 : Kublai (auto-produit)
- 2014 : AdC (Altrock)
- 2017 : Violato Intatto (auto-produit)
- 2021 : UR- (Cuneiform)